# Кристиан III Мориц Саксен-Мерзебургский
Кристиан III Мориц Саксен-Мерзебургский (нем. Christian III. Moritz von Sachsen-Merseburg; 7 ноября 1680 — 14 ноября 1694) — герцог Саксен-Мерзебургский.
Кристиан III — старший сын герцога Кристиана II Саксен-Мерзебургского и его жены Эрдмуты Доротеи Саксен-Цейцской. Когда 20 октября 1694 года скончался его отец, регентом был назначен курфюрст Саксонии Фридрих Август I, воспитание 13-летнего наследника было доверено вдове покойного. Однако Кристиан III Мориц пережил отца всего на 25 дней. После его смерти герцогство перешло его младшему брату.